# Арменчик
Армен Арпетович Гондрачян (арм. Արմեն Հարպետի Գոնդրաչյան, 8 августа 1980, Ереван), сценическое имя — Арменчик (арм. Արմենչիկ), является одним из самых известных исполнителей рабиса и поп музыки в Армении, обладатель множества музыкальных наград, широко популярен в армянской диаспоре. Заслуженный артист Республики Армения (2015).

## Биография
Родился 8 августа 1980 года в Ереване.
Его отец, Арпет Гондрачян, был в то время известным певцом. Армен Гондрачян стал выступать с отцом. Начал официально гастролировать когда ему исполнилось 7 лет. В 1989 году с семьёй переехал в США. В 1991 году Арменчик исполнял вокальную часть в нескольких песнях альбоме отца. По состоянию на 2012 год певец выпустил 13 студийных альбомов.
В 2010 году Гондрачян женился на уроженке Москвы Лусине Манукян. В 2011-м году у них родился сын Микаэл.

## Дискография

### Альбомы
- 1995 — Армен и «Нор Серунд» (арм. Արմեն և Նոր սերունդ)
- 1996 — Песни о любви (арм. Սիրո երգեր)
- 1997 — Ереван (арм. Երևան)
- 1998 — В Армении (арм. Հայաստանում)
- 2000 — Письмо (арм. Նամակ)
- 2001 — Привет ты (арм. Ալլո, դու էս)
- 2002 — Как вас зовут (арм. Անունդ ինչ է)
- 2004 — По крайней мере, по крайней мере (арм. Գոնե գոնե)
- 2005 — Немного немного (арм. Միքիչ միքիչ)
- 2007 — Хочешь верь, хочешь нет (арм. Հավատամ թե չէ)
- 2009 — Дорога (арм. Ճանապարհ)
- 2010 — The Very Best Of
- 2011 — The Armenians[6]

### DVD
- 2004 — Концерт (арм. Համերգ)
- 2005 — Music Videos (Special Edition)[7]
- 2005 — Live at Kodak Theatre
- 2007 — New and the Best Clips
- 2007 — Live at Gibson Theatre
- 2010 — Live at Nokia Theatre
- 2014 — Live in Armenia

### Концертные альбомы
- 2004 — Концерт (арм. Համերգ)
- 2005 — Live at Kodak Theatre
- 2007 — Live at Gibson Theatre
- 2010 — Live at Nokia Theatre
- 2014 — Live in Armenia

### Синглы
- 2006 — Почему (арм. Ինչու) (с К. Пепелян)
- 2008 — Джанс (арм. Ջանս)
- 2009 — Я смотрю, я смотрю (арм. Նայում եմ, նայում)
- 2009 — Злые люди (арм. Չար մարդիկ)
- 2010 — Возвращение (арм. Վերադարձ)
- 2010 — Сегодня (арм. Այսօր)
- 2011 — Сейчас (арм. Հենց հիմա) (с Snoop Dogg)
- 2012 — Happy Birthday
- 2012 — Любовь твоим именем (арм. Սերս քո անունով)[8]
- 2012 — Мек мек (арм. Մեկ մեկ)
- 2013 — Будьте добры (арм. Եղեք բարի)
- 2013 — Kiss Me (с Франческа Рамирес)
- 2013 — Новый новый (арм. Նորը նորը)
- 2014 — Это жарко, это жарко (арм. Տաք է Տաք է)
- 2014 — Пересеките эту реку (арм. Անցիր այ գետակ) (с А. Памбукчян)
- 2015 — Дорогая Армения (арм. Հայաստան ջան)
- 2015 — True Love
- 2016 — My Story
- 2016 — Папа (арм. Հայրիկ)
- 2016 — Моя луна (арм. Իմ լուսին)
- 2016 — Друзья (арм. Ընկերներ)
- 2017 — Ты не умеешь любить (арм. Սիրել չգիտես)
- 2017 — She's Mine (с Супер Сако)
- 2017 — Ты моя сказка (арм. Դու իմ հեքիաթ)
- 2017 — Уже поздно (Ремикс) (арм. Ուշ է) (с Супер Сако)
- 2018 — Я тебя люблю (арм. Ես քեզ սիրում եմ)
- 2018 — Ваш день (арм. Քո օրը)
- 2018 — Армянские девушки (арм. Հայ աղջիկներ) (с А. Оганесян)
- 2018 — Я любил кого-то (арм. Սիրեցի ես մեկին)
- 2019 — Я схожу с ума (арм. Խելագարվում եմ)
- 2019 — Слушай внимательно (Ремикс) (арм. Լավ լսիր)
- 2019 — Подойти ближе (арм. Մոտ արի) (с Лилу)
- 2019 — Солдатское послание (арм. Զինվորի պատգամ)
- 2020 — Сладкий (арм. Քաղցր)
- 2020 — Больше (арм. Ավելի)
- 2021 — Дай вам Бог сил (арм. Աստված ուժ տուր)
- 2021 — Больше (Ремикс) (арм. Ավելի)
- 2021 — Детка (арм. Բալես)
- 2021 — О любви (арм. Սիրո մասին)
- 2022 — Мечта (арм. Երազ)
- 2022 — Мой друг (с А. Думикян)
- 2023 — Годы (арм. Տարիներ)
- 2023 — Ты хорошо (арм. Լավնես)
- 2023 — Вы не представляете (арм. Չես պատկերացնի)
- 2023 — Как я выгляжу (арм. Ոնց նայում եմ)
- 2024 — Половина моего сердца (арм. Սրտիս կես)
- 2024 — 1.2.3.
- 2024 — Как я выгляжу (Ремикс) (арм. Ոնց նայում եմ)
- 2024 — Моя история любви (арм. Իմ սիրո հեքիաթ)
- 2024 — Вовремя (арм. Ժամանակին) (с К. Пепелян)
- 2025 — Для моей дочери (арм. Աղջկաս համար)
- 2025 — Самое ценное (арм. Ամենա թանգ) (с Супер Сако)

### Саундтреки
- 2010 — Возвращение (арм. Վերադարձ)
- 2011 — Стоимость жизни (арм. Կյանքի գինը)